# Каченовський Олександр Львович
Каченовський Олександр Львович (19 (31) травня 1884 — 22 серпня 1935) — оперний і камерний співак (бас). Народився в м. Санкт-Петербург. Його рід походив із с. Качанівка. Закінчив Петербурзький університет. Вокальну освіту здобув також у С.-Петербурзі, приватно в Нувель-Норді (1907–08). Удосконалював вокальну майстерність у Парижі (Франція) в Ж.Решке (1908). 1908–10 — соліст «Опера-комік» у Парижі, 1911–12 — Київської опери, 1913–18 — оперної трупи Народного дому в С.-Петербурзі, 1912–13, 1918–22, 1924–25, 1927–28 — соліст Одеського, 1922–24 — Харківського, 1926–27 — Новосибірського, 1928–29 — Саратовського, 1929–31 — Казанського, 1931–32 — Ташкентського театрів опери та балету. Від 1932 виступав переважно з концертами як гастролер.
Партії: Карась («Запорожець за Дунаєм» С.Гулака-Артемовського), Тарас («Тарас Бульба» М. В. Лисенка), Мефістофель («Фауст» Ш.Гуно), Сусанін («Життя за царя» М.Глинки), Варлаам, Борис («Борис Годунов» М.Мусоргського), Додон, Собакін («Золотий півник», «Царева наречена» М.Римського-Корсакова), Руслан («Руслан і Людмила» М.Глинки), Альберіх («Зігфрід» Р.Вагнера), Нілаканта («Лакме» Л.Деліба).
Був активним пропагандистом української музики, членом Українського літературно-музичного товариства в С.-Петербурзі, виступав з концертами української пісні й романсу. В його репертуарі були твори М. В. Лисенка, В.Заремби, Я.Степового, К.Данькевича, Ю.Мейтуса та ін. Записувався на грамплатівках.
Гастролював у Польщі та Прибалтиці.
Помер у м. Воронеж (Росія).